# أجل نحن الحجاز ونحن نجد (قصيدة)
أجل نحن الحجاز ونحن نجد قصيدة وطنية للشاعر السعودي غازي القصيبي ردّ فيها على الإعلام العراقي وعلى كلام للرئيس العراقي السابق صدّام حسين أثناء احتلاله لدولة الكويت عام 1990م، ولحن القصيدة وغناها الفنان محمد عبده، وصدرت في ألبومه (هل التوحيد).

## مناسبة القصيدة
كتب كلماتها غازي القصيبي، على لسان المواطن السعودي، رداً على ادعاءات الإعلام العراقي إبان غزو الكويت عام 1990م، حينما كان يردد في قنواته ووسائله الإعلامية مصطلحات «أهلنا في الحجاز ونجد»؛ في محاولة بائسة للوقيعة بين الشعب السعودي وقيادته.
وقد ألقاها القصيبي في إحدى الأمسيات الشعرية التي أقامها على مسرح المعاهد الخاصة في حولي بعد تحرير الكويت، وقال القصيبي في تقديمه للقصيدة: «عندما وقفت المملكة مع الكويت أطلق عليها السفاح كلاب إعلامه المسعورة، وتفتحت عبقرية إذاعاته البذيئة عن تسمية المملكة ديار الحجاز ونجد، ونسي السفاح أن المملكة كانت أول دولة عربية تضع كلمة العربية في اسمها قبل أن يولد».

## نص القصيدة
أجل نحن الحجاز ونحن نجد
هنا مجدٌ لنا وهناك مجدُ
ونحن جزيرة العرب افتداهـا
ويفديها غطارفةٌ وأُسدُ
ونحن شـمالنا كِبرٌ أشـمٌ
ونحن جنوبنا كبرُ أشدُ
ونحن عسـير مطلبـها عسيرٌ
ودون جبالها برق ورعدُ
ونحن الشاطئ الشرقي بحرٌ
وأصداف وأسياف وحشدُ
ونحن البـيد راياتٌ لفـهدٍ
ونحن جميع من في البيد فهدُ
قـذى تكريت يا لصاً أتانا
وفي أسمالهِ بغضٌ وحقدُ
عدوت على الكويتِ فيا لذئبٍ
على إخوانه والأهل يعدو
وعفو الذئب قد يثنيه عـهـدٌ
وأنت الذئب لا يثنيك عهد
وعفو الذئب قـد يلـويه ود
وأنت الذئب لا يلويك ود
قذى تكريت تلعنك الصبايا
يباغتهن في الظلماء وغـدُ
قذى تكريت يلعنك اليتامى
فيرجف بالصدى لحدٌ ولحدُ
قذى تكريت تلعنك البرايا
أيلعنُ كل هذا اللعن فردُ؟
لكل الغدر مهما جُن حدٌ
وليس لغدرك المجنون حدُ
قذى تكريـت وعدُ الله حقٌ
لمن سفك الدما في النار خلدُ
فأين تفر من يـوم قريبٍ
إذا ما جاء ليس له مــردُ
يصد عذاب أهل الأرض جندُ
فكيف يصد بأسَ الله جنـد؟
دم العربي فوق يديك خـزيٌ
وإن صبَّ الفرات عليه يبدو
تجهمت العروبة واشـمأزت
وضج نزار وانتفضت مِعـدُّ
تغض الـقادسية منـك طرفاً
يشيح بوجهه في الغيب سعد
ويـبرأ من جحودك كل حرٍ
وحتى العبد يأنف منك عبـد
وتزعـم أنك القرشي جـداً
خسئت فما لهذا العار جـدُ 